# Фауст (Гете)
«Фауст» (нім. Faust) — філософська трагедія, твір всього життя німецького письменника Йоганна Вольфганга Гете. У його основі лежить — найвідоміший варіант легенди про доктора Фауста.
Над поемою Гете працював упродовж 60 років; вона є його «твором життя». Першу частину (нім. Faust: der Tragödie erster Teil) написано ще в 1790-ті роки, закінчено 1806 року, опубліковано 1808 року. Кілька разів Гете переробляв і перевидавав її (останнє перевидання 1828 року). Над другою частиною (нім. Faust: der Tragödie zweiter Teil) автор працював уже наприкінці життя (вона побачила світ вже після його смерті 1832 року). 1886 року був знайдений текст «Прафауста» (Urfaust), створеного Гете в молодості (1772—1775 рр.).
Завдяки складній примхливості ритмів і мелодики «Фауст» уважається однією з вершин німецької поезії.
Трагедія «Фауст» — твір досить складний, тому що порушує одвічні проблеми, які кожне покоління намагається розв'язати. Жага пізнання в людині закладена, напевно, генетично: прагнення до добра, що повсякчас бореться зі злом.

## Зміст

### Пролог
Трагедія починається не з основного сюжету, а з суперечки між директором театру й поетом про те, як варто писати п'єсу. Директор стверджує, що глядач грубий, безглуздий і не має власної думки, тому судить про твір із чужих слів. Та й не завжди його цікавить мистецтво — дехто приходить на виставу лише для того, аби похизуватися своїм убранням. Отже, писати великий твір немає сенсу, оскільки глядач загалом не здатний його оцінити. Замість цього слід звалити до купи все, що трапиться під руку, адже глядач і так не оцінить великих думок — здивувати його слід відсутністю зв'язку у сюжеті.

### Перша частина
Дія починається на небі, де злий дух Мефістофель укладає з Господом парі на те, чи зможе Бог урятувати душу Фауста.
Професор Фауст хоч і приніс своїми дослідженнями багато добра жителям навколишніх селищ, проте все ж не задоволений тими знаннями, які за багато років йому вдалося отримати з книг. Усвідомлюючи, що сокровенні таємниці світобудови не доступні людському розуму, у відчаї він підносить до губ склянку з отрутою. Лише благовіст, що раптово прозвучав, запобігає самогубству.
Блукаючи містом зі своїм учнем Вагнером, Фауст зустрічає собаку, якого приводить за собою до будинку, де той набуває людського образу Мефістофеля. Злий дух після низки спокус переконує старого відлюдника знову зазнати радості остогидлого йому життя. Плата за це — душа Фауста. Скріпивши домовленість кров'ю, Фауст вирушає «в одязі, властивому гульвісам, зазнати після довгого посту, що означає повнота життя».
У пошуках розваг Фауст і Мефістофель кружляють по Лейпцигу. У погребі Ауербаха злий дух вражає студентів витягом вина із просвердленої у столі дірки. Він потурає бажанням Фауста зблизитися з цнотливою дівчиною Маргаритою, убачаючи в цьому бажанні лише тілесний потяг.
Щоб підлаштувати знайомство Фауста з Маргаритою, Мефістофель здобуває довіру її сусідки Марти. Фауст прагне провести ніч наодинці з коханою. Він переконує Маргариту приспати матір його снодійним. Від отриманого зілля мати вмирає. Пізніше Маргарита дізнається, що вагітна, а її брат Валентин вступає з Фаустом у поєдинок.
Убивши під час бійки Валентина, супутники залишають місто, і Фауст не згадує Маргариту доти, доки не зустрічає її примару на шабаші. Привид являється йому у Вальпургієву ніч на горі Броккен як пророче бачення — у вигляді дівчини з колодками на ногах і тонкою червоною лінією на шиї. Із розпитувань Мефістофеля він з'ясовує, що його кохана в темниці чекає страти за те, що втопила дочку, народжену від Фауста.
Фауст поспішає на допомогу в темницю до Маргарити, яка поступово божеволіє, і пропонує їй втечу. Дівчина відмовляється прийняти допомогу нечистої сили й залишається чекати страти. Усупереч очікуванням Мефістофеля, Господь вирішує врятувати душу дівчини від мук пекла й оголошує свій вердикт: «Урятована».

### Друга частина
Друга частина становить собою «величезну поетично-філософську фреску, повну зашифрованих символічних і містичних асоціацій і не прояснених загадок, рівну якій за складністю важко знайти у світовій літературі».
Ця частина «Фауста» епізодичніша, ніж перша. Вона містить п'ять актів відносно самостійними фабулами. Дія переноситься в античний світ, де Фауст одружується з прекрасною Єленою. Фауст і Мефістофель знайомляться з імператором і вдаються до заходів щодо поліпшення добробуту його підданих.
Художній світ другої частини — це складне переплетення Середньовіччя, де відбувається дія першої частини, і античності, яка була дуже близька Гете як людині «Освіти». Для розуміння тексту необхідно добре знатися на давньогрецькій міфології, а тому продовження «Фауста» не є в Німеччині частиною шкільної програми й рідко інсценується в театрах.
Наприкінці життя осліплий Фауст будує греблю задля блага людства. Коли чує звуки, що доносяться від лопат, його переповнюють піднесені почуття, адже йому здається, що його робота принесе більшу користь людям. Фауст навіть не усвідомлює, що лемури (нічні духи) за завданням Мефістофеля копають його могилу. Згадавши про контракт з Мефістофелем, Фауст благає саме тут зупинити мить його життя.
Згідно з умовами контракту, душа Фауста повинна потрапити до пекла. Однак парі, укладене між Мефістофелем і Богом, Господь вирішує на користь спасіння душі Фауста, оскільки той до останнього дня свого життя важко працював задля блага людства.
Отже, на відміну від традиційних версій легенди, згідно з якими Фауст потрапляє до пекла, у версії Гете, попри виконання умов угоди, попри те, що Мефістофель діяв з дозволу Бога, ангели забирають душу Фауста в Мефістофеля до раю.

## Історія створення
«Фауст» — плід роботи письменника, яка тривала практично все його життя. Природно, що твір «ріс» разом з його автором, він увібрав у собі систему поглядів європейського суспільства протягом півстоліття. Історію німецького чорнокнижника Фауста, який реально існував в 16 столітті в Німеччині, брали за основу своїх творів багато письменників, поетів, композиторів, художників. Однак, Йоганн Гете зробив цей образ максимально живим, чутливим, мислездатним, визначив його, як людину, що прагне до істини. Легенди ж про доктора Фауста мають досить похмурий характер, його звинувачують у відступі від віри, в заняттях магією і чарами, у воскресіннях людей, у неналежному способі життя. За легендою, він виступав з фокусами, лікував хворих, був мандрівником. До Гете ніхто не акцентував увагу на тому, що великий учений шукає відповіді на вічні питання, що він великий спрагою до правди, вірний справі, яку обрав.
Початок роботи письменника над «Фаустом» випав на його двадцятирічний вік. Тоді майбутній учений і великий письменник не знав, що буде створювати цей твір все своє життя, що він стане великим безсмертним шедевром всіх часів і народів. З 1773 по 1775 найсприятливіше працювалося над численними сценами трагедії.
У 1790 році дружба Гете і Шиллера привела до того, що останній умовив поета продовжити роботу над «Фаустом» і неодмінно закінчити цей шедевр. Між 1825-31 роками вже бувши в похилому віці, Гете закінчив працю усього свого життя. Друкувати його при житті він не захотів, в заповіті було зазначено бажання опублікувати «Фауста» після смерті письменника. 1832 року було опубліковано твір цілком.

## Проблематика твору

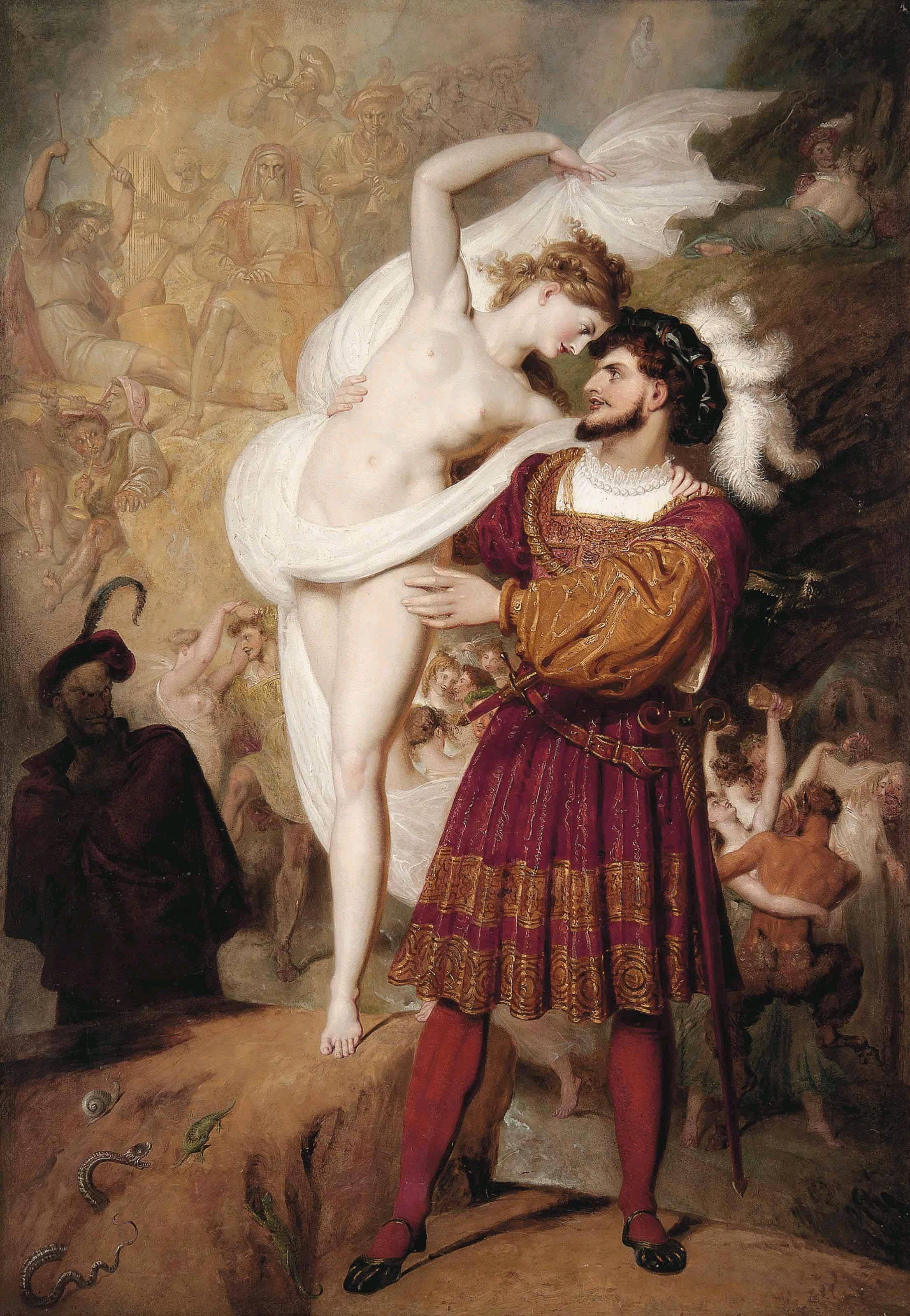
Faust and Lilith (1831) Richard_Westall

Сенс людського життя, устрій світу, любов, влада, гроші, необмежені бажання та їхні наслідки — це лише частина тем, які зачіпає автор «Фауста». Виділити основну думку в такому масштабному творі досить складно. Трагедія Гете вчить тому, що абсолютне знання не завжди на благо, людина занадто слабка істота, щоб пройшовши диявольські випробування зберегти душу неушкодженою і чистою.
Над ідеєю «Фауста» дотепер не вщухають суперечки літературознавців і критиків. Жага пізнання світу, емоційного, фізичного, інтелектуального, неминуче призводить до загибелі душі, адже йти на поводу у своїх бажань — явний провал.
Гете наповнив твір серйозною філософською проблематикою, при цьому основу сюжету становить народна легенда. Якщо додати до цього ідеї просвітництва і критику середньовіччя — то вийде абсолютно унікальне творіння — таким стала трагедія «Фауст».

## Композиція та жанр
Фауст за своєю формою можна віднести до драми для читання, далеко не всі його сцени підходять для постановки в театрі. Твір має прозору композицію: посвята, пролог на землі (в театрі), пролог на небесах, зав'язка дії, розвиток подій, кульмінація і розв'язка. Друга частина «Фауста» дуже абстрактна, в ній складно виділити явні структурні композиційні елементи. Головною особливістю композиції «Фауста» є її багатошаровість, спрямованість на читання з візуальним представленням того, що відбувається «на сцені». Перша частина складається з 25 сцен, у другій — 5 дій. Попри складність п'єси, вона досить цілісна в смисловому і художньому плані.
Сам автор визначив жанр твору як трагедію. Літературознавці схильні вважати шедевр Гете драматичною поемою, адже вона сповнена ліризму і глибоко поетична. З огляду на те, що багато сцен з «Фауста» можна поставити в театрі, твір також можна називати п'єсою. Слід врахувати, що в творі досить явне епічне начало, тому зупинитися на певному жанрі складно.

## Порівняння з більш ранніми трактуваннями легенди про Фауста
У ранніх історіях про Фауста мотиви, за якими вчений заклав свою душу, варіювалися. Так, в «Народній книзі» XVI століття Фауст продає свою душу задля земних задоволень, а в «Трагічній історії доктора Фауста» Крістофера Марло він керується бажанням увічнити своє ім'я. У трактуванні Гете Фауст потрапляє у вир песимістичних настроїв і абсолютно байдуже ставиться до потойбічного життя, а тут й криється та легкість, із якою він укладає угоду з дияволом.
У початковій легенді про Фауста герой робить спроби одружитися, але під тиском Мефістофеля, який противиться шлюбу, віддається блуду. В інтерпретації Гете конфлікт між Фаустом і Мефістофелем про шлюб відсутній. Історія стосунків Фауста й Маргарити повністю вигадана Гете.
І в «Народній книзі», і в «Трагічній історії доктора Фауста» присутні спроби Фауста звернутися до Неба, проте у версії Гете подібні роздуми відсутні. Як і в більш ранніх версіях легенди про Фауста, значний обсяг тексту сповнений жартами та магічними витівками Фауста й Мефістофеля.
Для світогляду Гете (як і для епохи Просвітництва в цілому) характерний оптимізм. Тому в його трактуванні Бог рятує душі як Маргарити, так і Фауста, попри заподіяні гріхи. Навіть спокуси темних сил сприймаються Гете досить позитивно, сам Сатана у нього інтерпретується як: «Я тої сили частка, що робить лиш добро, бажаючи лиш злого».

## Переклади українською
Автори перекладу українською мовою:
- Іван Франко переклав першу частину (1882) «Фавст», третій акт другої частини (1899).
- Дмитро Загул переклав першу частину твору (1919):
  - Й. В. фон Ґете. Фавст: Траґедія, ч. 1 / Перекл. Дмитро Загул. — Відень : Вернигора, 1919. — 136 с.
- Микола Улезко переклав першу частину трагедії (1926).
- Тодор Вернивода переклав фрагменти другої частини «Фауста» (1931).
- Микола Лукаш створює перший повний український переклад «Фауста» (1955).

## Сценічні оформлення
- 24 травня 1819 — палац Монбижу, Берлін. Сцени з «Фауста». Музика князя Антона Радзивілла.
- 19 січня 1829 — Хофтеатр (Opernhaus am Hagenmarkt; Hoftheater; Брауншвейг). Інсценізація I частини Е. Клингеманом.
- 29 серпня 1829 — Німецький національний театр Веймара
- 1835 — Дюссельдорфський театр К. Л. Іммермана
- 24 червня і 28 вересня 1852 — Веймар. II тому.
- 1875/1876 — Німецький національний театр Веймара. Пост. Отто Девриента.
- 1907 — Мюнхенський художній театр. Реж. Р. Фукс.
- 1909 — Deutsches Theater (Берлін). Пост. М. Рейнхардта.
- 1932 — Прусський державний театр, (Берлін). Пост. Лотара Мютельса. В ролі Мефістофеля — Р. Грюнденс.
- 1933 — Зальцбурзький фестиваль (Felsenreitschule). Пост. М. Рейнхардта.
- 1933 — Театр в Йозефштадте. Реж. Отто Премингер
- 1938 — Гетеанум (Швейцарія). Пост. Марії Штайнер в антропософському ключі.
- 1939 — Бургтеатр (Відень). У ролі Фауста — Евальд Бальзер.
- 1948 — Бургтеатр-ансамбль (Відень). Реж. Е. Бальзер. Оскар Вернер — Учень.
- 1949 — Ганновер. Під назв. Aluminium-Faust. Пост. Альфреда Ролера. Сценограф Рудольф Шульц. У ролі Фауста — Герхард Юст.
- 1949 — Гамбурзький театр. Мефістофель — Р. Грюнвальд.
- 1949 — Бродвей, Нью-Йорк. Пост. Леона Аскина.
- 1952 — Берлінер Ансамбль. Реж. Егон Монк. Урфауст.
- 1954 — Deutsches Theater. Реж. Вольфганг Лангхофф; Фауст — Курт Олигмюллер, Мефістофель — Ернст Буш.
- 1955 — Бургтеатр. Урочисте відкриття відновленої будівлі театру — «Театральна прелюдія» Фауста. У ролях: Вернер Краус, Херманн Тимиг і Раоуль Аслан.
- 1956/7 — Дойчес Шаушпильхауз (Гамбург). Реж. Петер Горскі; продюсер і виконавець ролі Мефістофеля — Р. Грюнденс; Фауст — Вілль Квадфлиг, Гретхен — Елла Бухи, Березня — Е. Фликеншильдт, Валентин — М. Екард, Вагнер — Е. Маркс, Студент — Уве Фридрихсен. 1 частина. Гастролі в СРСР в 1960 році.
- 1965 — Лейпциг. Пост. Кайзера. II частина.
- 1965/7 — Веймар. Пост. Фрітца Бенневитца. II частина.
- 1976 — Віденський Бургтеатр. Пост. Герхарда Клингенберга, Отомара Крейца. Фауст — Рольф Бойзен, Мефістофель — Хейнц Райнке.
- 1977 — Штутгарт. Інсценізація Клауса Пейманна, А. Фрайера і Германна Бейля. Фауст — Мартін Люттге, Гретхен — Тереза Аффольтер.
- 1979 — Шверін. Пост. Крістофа Шроту.
- 1984 — Берлінер ансамбль. Пост. Хорста Загерта. Фауст — Германн Бейер, Гретхен — Корінна Харфух.
- 1986 — Мюнхен Каммершпилен. Пост. Дітера Дорнса.
- 1990 — Штаатпильхауз Дрезден. Пост. Вольфганга Енгеля.
- 1990 — Шаушпиль Франкфурт. Реж. Айнар Шліф. I частина.
- 1989, 1990 — Піколо театро ді Мілано. Реж. Дж. Стрелер, сценограф Й. Свобода. Дві вистави за фрагментами першої та другої частин трагедії.
- 2000 — Всесвітня виставка Expo, Ганновер. Реж. Петер Штайн, музика А. Аннекино, фортепіано Дж. Виталетти. Тривалість — 21 год, 35 акторів, дві сцени.
- 2000 — Моновистава П. Штайна на основі попереднього. Музика — Дж. Виталетти (фортепіано).
- 2000 — «Старий новий Фауст» у Московському театрі Місяця під кер. Сергія Проханова.
- 2002 — Театр на Таганці. Реж. Ю. П. Любимов, художник — Б. А. Мессерер, композитор — в. І. Мартинов. Фауст — А. А. Трофімов, Мефістофель — Т. Бадалбейлі, Маргарита (Гретхен) — А. Басова.
- 2003 — Пост. Інгмара Тіло; Фауст — Антоніус Сафралис, Мефістофель — Рафаела Цвк (Raphaela Zick), Олена — Ульріке Дістав, Max Friedmann (Lynceus). 2 частина.
- 2004, 2005 — Deutsches Theater (Берлін). Реж. М. Тальхаймер, художник-постановник — О. Альтманн, композитор — Б. Шкоду. Фауст — В. Хюльсманн, Мефістофель — Свен Леманн, Маргарита — Р. Ціммерманн. Дві вистави по першій і другій частинах.
- 2006 — Театро комуналь Модена. Реж. Е. Някрошюс.
- 2008 — Веймарський Національний театр. Реж. Тільманн Келер. I частина.
- 2009 — Бургтеатер. Реж. Маттіас Гартман; Фауст — Тобіас Моретті, Мефістофель — Герт Фосс.
- 2009 — «Школа драматичного мистецтва» (Москва). Постановка Б. Ю. Юхананова, реж. — В. В. Яцко, сценографія та костюми — Ю. Харик, хореограф — А. Кузнєцов, композитор — Іраїда Юсупова. Виконавці: І. в. Яцко, Сабітов Р., Петров В. та ін.

## Екранізації
Існує багато фільмів, пов'язаних із легендою про Фауста, але всі вони досить відрізняються від трагедії Гете або використовують тільки мотиви першої частини трагедії (любовна лінія Фауста і Маргарити). До цієї історії зверталися такі великі кінорежисери, як Ф. Мурнау («Фауст», 1926), Рене Клер («Краса диявола», 1950) і Олександр Сокуров («Фауст», 2011).
У радянські часи було знято два телеспектаклі з «Фауста» Гете:
- 1969 році — за виставою Е. Симонова в Театрі ім. Вахтангова (Фауст — А. Кацинський; Мефістофель — Ю. Яковлєв);

- 1986 році — за виставою Михайла Козакова (у головних ролях — М. Козаків, З. Гердт, В. Муравйова).